# Forficula
Forficula es un género de tijeretas, insectos de la familia Forficulidae. La especie más común es Forficula auricularia.

## Especies
El género Forficula contiene por lo menos 68 especies, es el género más numeroso de tijeretas. Es originario del Viejo Mundo, algunas especies, especialmente Forficula auricularia,  se han vuelto cosmopolitas.
Algunas especies
- Forficula abrutiana
- Forficula aetolica
- Forficula auricularia
- Forficula apennina
- Forficula davidi
- Forficula decipiens
- Forficula greeni
- Forficula harberei
- Forficula iberica
- Forficula laeviforceps
- Forficula lesnei
- Forficula lucasi
- Forficula lurida
- Forficula mikado
- Forficula paleocaenica
- Forficula paleoligura
- Forficula planicollis
- Forficula pyrenaica
- Forficula pubescens
- Forficula riffensis
- Forficula ruficollis
- Forficula scudderii
- Forficula silana
- Forficula smyrnensis
- Forficula tomis
- Forficula vicaria
- Forficula vilmi[3]